# Palazzo Imperiale (Ostia)
Il cosiddetto Palazzo Imperiale era un vasto edificio che si trovava nella regio I della città romana di Ostia.

## Descrizione
Il palazzo, un vasto complesso edilizio, si trova nel settore nord occidentale della città, poco distante dal Tevere, che in effetti non si crede più fosse appartenuto ad un imperatore, quanto piuttosto a suoi familiari; in effetti è stata ritrovata una fistula, un tubo di piombo con inciso il nome di Vibia Matidia, nipote di Traiano.
All'angolo nord-est del complesso si trova un edificio con taberne con ampie retrobottega aperte verso nord, come all'angolo nord ovest, dove alla fila di taberne con retrobottega, si aggiungono scale indipendenti per i piani superiori sul lato nord.
Al centro del complesso si trova una vasto impianto termale, noto come terme di Matidia, con ambienti decorati a mosaico e con rivestimento in marmo sulle pareti. Le iscrizioni sulle condutture menzionano Matidia minore. All'angolo sud-ovest della palestra delle terme si trova il  mitreo del Palazzo Imperiale.
L'angolo sud-ovest è occupato da un caseggiato con un ampio cortile con un lato porticato a pilastri, su cui si affacciano alcuni ambienti della prima fase, forse taberne; sul portico si affaccia forse un appartamento a medianum, mentre alcune taberne prospettano su via della Foce.